# Glasija
Glasija (iz francoščne glacis) je v vojaškem inženirstvu naziv za umetno zemeljsko brežino (zunanjo cono) okoli fortifikacije, ki je omogočala branilcem da držijo potencialne napadalce pod ognjem do zadnjega trenutka. 

## Zgodovina in značilnosti

### Starodavne fortifikacije
Glasije so poznali tudi v starodavnih utrdbah, kot je tista, ki so jo stari Egipčani zgradili v  Semni v Nubiji. Tu so jih uporabljali za preprečevanje obleganja z oblegovalnimi napravami.
Starodavne angleške trdnjave so glasije začele uporabljati okoli leta 350 pr. n. št.. Grad Maiden, v Dorsetu je imel 25 m visoko.

### Srednjeveške fortifikacije
Glasije so bile vključene v srednjeveške utrdbe za okrepitev zidov proti rušenju, oviranju oblegovalnih naprav in da bi se izstrelki. ki do padli na obzidje, odbili. 
Proti koncu srednjega veka so bili nekateri gradovi spremenjeni tako, da so se branili pred topovi. Glasije so bile sestavljene iz zemeljskih pobočij, obloženih s kamni in so bile postavljene pred obzidje in bastijone (ali stolpe), da bi ubranili učinek topovskih strelov ali jih odvrnili. Obrambni stolpi so se znižali na isto višino kot obzidje in pretvorili v topovsko ploščad. 

### Zgodnje moderne evropske fortifikacije
Na popolnoma ravnem terenu imajo napadalci, ki napadajo nek višji objekt, vse večjo zaščito pred ognjem branilcev, kolikor bližje so temu objektu. Zato so vojaški inženirji od 17. stoletja dalje začeli graditi take brežine okoli obzidij trdnjav, da so ustvarili čim večji brisan prostor – glasijo, ki je branilcem omogočala da z ognjem iz svojega orožja preprečijo prodor napadalcev preko tega prostora. Istočasno so glasije onemogočale napadalcem direktno artilerijsko streljanje po obzidju zaradi nagiba, saj so imele topovske granate manjšo uničevalno moč ali pa so se zaradi kota odbijale od obzidja.
Sicer se termin glasija uporablja tudi za kakršnokoli brežino, ki ima podobne značilnosti kot prava umetna glasija. Francoska beseda glacis, ki pomeni drseča površina, ima poreklo v besedi glacier (ledenik). Ko so sredi 19. stoletja začeli rušiti obzidja okoli evropskih mest, so velike površine glasij okoli njih uporabili za različne namene, kot so ceste (Ringstrasse na Dunaju), parki in rekreacijske površine (Milano).

## Oklepna vozila
Glasija oziroma glasijska plošča je del oklepnih vozil, to je poševni sprednji del tanka ali drugega oklepnega vozila. Pri frontalnem tankovskem napadu je glasijska plošča največja in najvidnejša tarča obrambne artilerije, ki jo je zaradi nagiba težko direktno zadeti, čeprav imajo današnji moderni protitankovski projektili mehanizme za aktivacijo pod glasijsko ploščo.

## Geologija
Glasija je tudi pojem v geologiji. To je naziv za blago nagnjen erozijski ali depozicijski nanos. Erozijske glasije so pogoste v sušnih regijah in nastajajo kot posledica intenzivne razgradnje skalovja zaradi vremenskih pogojev.